# Magyar Élelmiszerkönyv
A Magyar Élelmiszerkönyv (latinul Codex Alimentarius Hungaricus) az egyes élelmiszerekre, illetve az élelmiszerek vagy élelmiszer-összetevők egyes csoportjaira vonatkozó élelmiszer-minőségi, élelmiszer-jelölési és élelmiszer-biztonsági kötelező előírások gyűjteménye.

## Története
- Az 1976. évi élelmiszer törvény által létrehozott Magyar Élelmiszerkönyv a korábban hatályos törvényben kapott igazán fontos – a magyar élelmiszer-szabályozást a közösségi rendszerhez igazító – szerepet. I. Kötetében magyar előírásként átvette az EU irányelveket és rendeleteket. II. Kötetében a korábbi (az EU-tagországokban nem ismert) élelmiszer termékszabványokat kiváltó irányelveket alkotott, míg III. Kötetében a vizsgálati módszereket gyűjtötte össze.
- A 2003. évi élelmiszertörvényben (2003. évi LXXXII. tv.) foglalt felhatalmazás alapján a Magyar Élelmiszerkönyv nemzeti termékleírásokat tartalmazó kötelező előírásairól az 56/2004. (IV. 24.) FVM rendelet melléklete szól.
- 2004. május 1. után a Magyar Élelmiszerkönyv szerepe a törvény szerint megmaradt, de természetesen az európai uniós tagság viszonyaihoz igazodik. Így nem vesz át többé EU rendeleteket, mert azok a tagság után közvetlenül lesznek nálunk is alkalmazandóak. További változás, hogy az I. Kötet kötelezően alkalmazandó előírásai közé a magyar fogyasztók és a gazdaság számára különösen fontos termékek követelményei is bekerülhetnek.
- A hatályos szabályozást a 2008. évi XLVI. törvény tartalmazza.

## Tartalma
A Magyar Élelmiszerkönyv tartalma:
- I. kötet: (bizonyos területek kivételével) az Európai Unió irányelveinek átvételével készült előírások és nemzeti termékelőírások,
- II. kötet: a nemzetközi szervezetek ajánlásai és a hazai adottságok figyelembevételével készült ajánlott irányelvek,
- III. kötet (Hivatalos Élelmiszer-vizsgálati Módszergyűjtemény): az Európai Unió irányelveinek átvételével készült vizsgálatimódszer-előírások, továbbá ajánlott magyar nemzeti szabványok (MSZ), illetve ajánlott vizsgálatimódszer-irányelvek.

## A Magyar Élelmiszerkönyv Bizottság
A Magyar Élelmiszerkönyv előírásait és irányelveit a Magyar Élelmiszerkönyv Bizottság (rövidítése: MEB) dolgozza ki.

## Kapcsolódó szócikk
- Hungarikum

## Jogszabályok
- 2008. évi XLVI. törvény az élelmiszerláncról és hatósági felügyeletéről
  - 220/2008. (VIII. 30.) Korm. rendelet az élelmiszerlánc területén kötelező előírások és ajánlott szakmai irányelvek gyűjteményei kiadásának rendjéről
    - 57/2004. (IV. 24.) FVM rendelet a Magyar Élelmiszerkönyv nemzeti termékleírásokat tartalmazó kötelező előírásairól
    - 152/2009. (XI. 12.) FVM rendelet a Magyar Élelmiszerkönyv kötelező előírásairól
- 85/2016. (XII. 19.) FM rendelet A Magyar Élelmiszerkönyv kötelező előírásairól szóló 152/2009. (XI. 12.) FVM rendelet módosításáról